# Stygiomysis aemete
Stygiomysis aemete is een kreeftachtigensoort uit de familie van de Stygiomysidae. De wetenschappelijke naam van de soort is voor het eerst geldig gepubliceerd in 1992 door Wagner.